# 拓跋库汗
拓跋库汗（？—？），追尊魏昭成帝拓跋什翼犍玄孙，宰官尚书拓跋浑之子，北魏宗室、官员。

## 生平
拓跋库汗担任羽林中郎将时跟随魏太武帝拓跋焘北巡，有兔子在皇帝的车前跳起，魏太武帝命令拓跋库汗射箭，兔子应弦而死。魏太武帝高兴，赐给拓跋库汗一个金兔以表彰他的才能。魏文成帝拓跋濬修建拓跋晃的宗庙时，赐给拓跋库汗阳丰侯的爵位。魏献文帝拓跋弘即位，拓跋库汗又修建魏文成帝的宗庙，出任殿中给事，爵位升为公爵。拓跋库汗善于决断，经常作为使者奉命巡视州镇，依实情断案，所到之处都获得称赞。秦州的父老乡亲前往朝廷请求拓跋库汗担任刺史，前后有一千多人，朝廷答应了。在还未受到派遣前，拓跋库汗遇到疾病去世。儿子拓跋古辰继承爵位。